# Льебо IV де Бофремон
Льебо IV де Бофремон (фр. Liébaud IV de Bauffremont; ок. 1235 — ок. октября 1302, Аррас) — франко-бургундский государственный и военный деятель, маршал Бургундии.

## Биография
Сын барона Пьера I де Бофремона и Аньес де Вержи.
Барон де Бофремон, сеньор де Сенонкур, Тремонкур, Тартекур, Маньи, Серне, и прочее.
После смерти отца, в 1241 году находился под опекой матери. С 1253 года упоминается в многочисленных документах. В 1256 году эта дама, титуловавшаяся графиней Феретты и дамой де Бофремон, вместе с Льебо IV заключила соглашение с аббатством Шарльё, по поводу территориальных споров на землях Тремонкура, Тартекура и Маньи. Документ, хранящийся в архиве аббатства, скреплен печатями Аньес, ее матери Клеманс де Фуван и ее брата Анри де Вержи, сенешаля Бургундии.
В одном из актов аббатства Клерфонтен за 1263 год Льебо де Бофремон назван рыцарем. В 1272 году герцог Лотарингии и граф Бара, взявшие в плен в битве при Аттиньи епископа Меца, согласились обменять этого прелата, находившегося в руках рыцарей Льебо де Бофремона и Жака де Байона.
В феврале 1279 Льебо выбрал двух арбитров для урегулирования спора с герцогом Ферри относительно суммы своего выкупа из плена после битвы при Моресперхе. Сам он в 1289 году, вместе с пфальцграфом Оттоном IV Бургундским и Жаном де Монбельяром, сеньором де Монфокон, был арбитром в споре Гуго Бургундского и Жана де Вержи.
Филипп IV Красивый в октябре 1297 пожаловал Льебо город Мароль, в знак признания его заслуг. В 1297—1298 Льебо IV был генеральным наместником короля Франции в графстве Бургундском.
В марте 1297 Роберт II Бургундский перед отправкой в Рим, где по поручению короля он должен был помогать в процессе канонизации Людовика IX, завещал «своему дорогому кузену» Льебо де Бофремону 15 600 ливров, при условии, что тот заменит рыцаря Жана де Шуазёля, в случае, если последний не сможет исполнить крестоносный обет, и лично прослужит два года, отправившись с первым же подкреплением в Святую землю. Сир де Бофремон был назначен одним из душеприказчиков герцога, который порекомендовал своей жене Аньес губернатора Бургундии, следуя советам Льебо.
В 1301 был одним из свидетелей при заключении мира между королем Франции и графом Бара, который принес оммаж за несколько сеньорий.
В 1303 году в ходе франко-фламандской войны командовал бургундскими войсками в битве при Понт-а-Вандене, был тяжело ранен и перевезен в Аррас, где умер и был погребен в церкви кордельеров.
В январе 1303 его сыновья разделили отцовские владения.

## Семья
Жена (1260): Аделина д'Эпиналь Рюп (ок. 1240—1275), дочь Готье д'Эпиналя Рюпа и Авиды N, вдова Жоффруа де Розьера
Дети:
- Вотье де Бофремон (ок. 1265 — после 1325). Жена (1277): Маргарита де Шуазёль, дама де Се-сюр-Сон, дочь Робера де Шуазёля, сира де Трав, и Изабель де Ружмон
- Юар де Бофремон, сеньор де Монсель и Гондрекур. Жена: Матильда де Полиньи, дама де Фонтенуа, дочь Ферри де Полиньи и Жанны де Розьер
- Жан де Бофремон. Жена: Клеманс де Окур
- Пьер де Бофремон, аббат Люра в 1334
- Отон де Бофремон (после 1268 — ранее 1320). Жена: Жанна де Се
- Элоиза де Бофремон (ум. после 1310). Муж: Жан д'Уазеле, сеньор де Флаже и де Бюссьер (ум. 1310)
- Аньес де Бофремон. Муж: Жан II де Полиньи

По утверждению Жана-Батиста-Пьера де Курселя, женой Льебо IV была Маргарита де Шуазёль, дама де Се-сюр-Сон, дочь Робера де Шуазёля, сира де Трав, и Изабель де Ружмон, которая, по другому мнению, была женой его старшего сына. Версию Курселя считают возможной составители Foundation for Medieval Genealogy, предполагающие, что Маргарита могла быть первой женой Льебо.